# إيفون تود
إيفون تود (بالإنجليزية: Yvonne Todd)‏ هي مصورة نيوزيلندية، ولدت في 1973 في تاكابونا ‏ في نيوزيلندا.